# John Hightower
John Hightower IV (Landover, 31 maggio 1996) è un giocatore di football americano statunitense che milita nel ruolo di wide receiver per i Philadelphia Eagles della National Football League (NFL).

## Carriera

### Philadelphia Eagles
Hightower al college giocò a football all'Hinds Community College (2016-2017) e alla Boise State University (2018-2019). Fu scelto nel corso del quinto giro (168º assoluto) del Draft NFL 2020 dai Philadelphia Eagles. Debuttò nella settimana 1 contro il Washington Football Team ricevendo un passaggio dal quarterback Carson Wentz. La sua stagione da rookie si concluse con 10 ricezioni per 167 yard in 13 presenze.